# Torbernita
La torbernita és un mineral de la classe dels fosfats. Rep el seu nom del químic suec Tornbern Bergmann (1735-1784). És un coure-uranil fosfat hidratat de color verd, un mineral radioactiu. És isoestructural amb l'autunita. Pertany al grup de l'autunita.
La fórmula química de la torbernita és similar a la de l'autunita a on un catió Cu2+ reemplaça un de Ca2+. El nombre de molècules d'hidratació d'aigua pot variar entre 12 i 8, donant lloc a la varietat de metatorbernita quan la torbernita es deshidrata de forma espontània.
Segons la classificació de Nickel-Strunz, la torbernita pertany a «08.EB: Uranil fosfats i arsenats, amb ràtio UO₂:RO₄ = 1:1» juntament amb els següents minerals: autunita, heinrichita, kahlerita, novačekita-I, saleeïta, uranocircita, uranospinita, xiangjiangita, zeunerita, metarauchita, rauchita, bassetita, lehnerita, metaautunita, metasaleeita, metauranocircita, metauranospinita, metaheinrichita, metakahlerita, metakirchheimerita, metanovačekita, metatorbernita, metazeunerita, przhevalskita, meta-lodevita, abernathyita, chernikovita, meta-ankoleita, natrouranospinita, trögerita, uramphita, uramarsita, threadgoldita, chistyakovaita, arsenuranospathita, uranospathita, vochtenita, coconinoita, ranunculita, triangulita, furongita i sabugalita.

## Formació i jaciments
La torbernita és un mineral secundari que es troba a les zones oxidades d'alguns jaciments de coure uranífers. Són comuns els creixements paral·lels amb autunita. També estan documentats creixements paral·lels amb uranospinita, zeunerita i bassetita. Forma una sèrie amb la zeunerita. A banda d'aquests minerals, també s'hi pot trobar juntament amb limonita i uraninita. Als territoris de parla catalana tan sols ha estat descrita a la mina Eureka (La Torre de Cabdella, Pallars Jussà).

## Identificació
El factor més evident en la identificació de la torbernita és la seva radioactivitat. Però, ja que es troba sovint en associació amb altres minerals radioactius, això pot no ser útil en la separació d'un mineral d'urani de la resta. Un següent pas seria comprovar el color: la majoria dels minerals d'urani són de color groc o verd brillant, mentre que la torbernita és de color exclusivament verd. L'hàbit cristal·lí també és útil, tot i que comparteix una estructura i color similar amb l'autunita.

## Usos
Com a mineral radioactiu, la torbernita té certa importància com un mena d'urani. El seu color verd intens i els vidres distintius ben desenvolupats, de mida fins a uns pocs centímetres, el converteixen en un cobejat mineral de col·lecció. No obstant això, igual que altres minerals hidratats, pot patir fàcilment de la pèrdua de molècules d'aigua. Aquesta pèrdua d'aigua del mineral condueix a una alteració d'espècimens de torbernita en el seu pseudomorf, la metatorbernita. Els llocs web d'alguns col·leccionistes afirmen que qualsevol exemplar de torbernita amb uns pocs anys ha de ser considerat plenament convertit a metatorbernita. No obstant això, probablement depèn de la temperatura i la humitat relativa de l'aire ambient en el qual les mostres s'hagin emmagatzemat.
Al tractar-se d'una espècie radioactiva que desprèn gas radó (222Rn), s'insta els col·leccionistes a prendre les degudes precaucions en el maneig i emmagatzematge dels exemplars. Una adequada ventilació de les habitacions i els armaris en què les mostres s'emmagatzemen és essencial per evacuar el gas radó radioactiu responsable del càncer de pulmó, però podria augmentar la taxa de deshidratació de les mostres.